# Wegrace in de jaren 1900-1909
Wegrace in de jaren 1900-1909 omvat de ontwikkelingen op het gebied van snelheidssporten voor motorfietsen, quadricycles, tricars en tricycles in het eerste decennium van de 20e eeuw.

## Algemeen
Aanvankelijk werd nog gecombineerd met auto's gereden. Daarna ontwikkelden zich landenwedstrijden en uiteindelijk kwamen er speciale circuits. De eerste nationale motorfietsbonden ontstonden en ook de Fédération Internationale des Clubs Motocyclistes (FICM). Circuits bestonden nog niet, en wegen eigenlijk ook niet. Soms waren er zelfs geen tegenstanders te vinden, en reed men tegen de tijd. Zo werden grote afstanden afgelegd, in de Verenigde Staten bijvoorbeeld van kust naar kust, in het Verenigd Koninkrijk van Land's End naar John o' Groats. Door dit steeds sneller te doen werden zowel de betrouwbaarheid als de snelheid van de motorfietsen bewezen. Deze ondernemingen werden in het begin nog gehinderd doordat er alleen karresporen gebruikt konden worden, terwijl behoorlijke vering nog niet uitgevonden was. In dit decennium leerden producenten van elkaars technische ontwikkelingen, waardoor de motorfietsen dichter bij elkaar kwamen en de coureurs belangrijk werden. De eerste professionele rijders verschenen op de circuits en zij konden beroemdheden worden. Maar dat gold ook voor de constructeurs. De ontwikkelingen concentreerden zich bijna volledig op het motorblok, waardoor de snelheden toenamen, maar de veiligheid niet, want remmen, frames en vering bleven ver achter in ontwikkeling.
In heel Europa werden tot circa 1903 gemengde langeafstandsraces gehouden met auto's en motorfietsen. Er gebeurden ontzettend veel ongelukken en meestal vielen de slachtoffers onder het publiek, dat niet gewend was aan de snelle auto's en niet op tijd achteruit kon stappen als er een naderde. Na de "Race van de dood", Parijs-Madrid in 1903, die al in Bordeaux afgevlagd werd toen er acht doden waren gevallen door ongelukken met auto's, ging men steeds meer speciale circuits gebruiken. De motorfietsen leverden nog niet voldoende vermogen om de auto's zelfs maar bij benadering bij te houden. Er bestonden al Europese Kampioenschappen en zelfs Wereldkampioenschappen, maar door de gebrekkige communicatie tussen nationale motorrijdersverenigingen kreeg men zelden een behoorlijk gevuld startveld. Al in het begin van dit decennium ontstonden de eerste nationale en internationale motorrijdersbonden. Er waren al snel fabriekscoureurs: Maurice Fournier, Rigal, de gebroeders Harry en Charlie Collier (erven van het merk Matchless), Harry Martin, Marius Thé (wereldkampioen in 1904), Vincenzo Lanfranchi (recordhouder op de 100 km in 1904) en Allessandro Anzani (Europees kampioen in 1905).
De Trophée International was rond 1906 heel belangrijk geworden, en de investeringen van de deelnemende merken waren enorm, zelfs nauwelijks op te brengen. De economie draaide slecht en de motorsport ging terug naar nationaal niveau, op draf- en wielerbanen, zoals Parc des Princes, Buffalo en het Vélodrome d'Hiver in Parijs, Crystal Palace, het Herne Hill Velodrome en Canning Town in Groot-Brittannië en in Italië de wielerbanen van Turijn en Milaan en de drafbanen van Mantua en Bologna. Na de eerste TT van Man in 1907 was de Trophée International vrijwel verleden tijd en werd het Circuit des Ardennes de toprace op het vasteland. Die werd in 1907 gewonnen door Constant op een Werner V-twin, hoewel de gebroeders Werner hun bedrijf kort daarvóór gesloten hadden. De FICM sukkelde, alle goede voornemens ten spijt, in een diepe en lange slaap omdat alle landen, gedwongen door de technische ontwikkelingen, hun reglementen op eigen houtje gingen wijzigen. De TT van Man werd de belangrijkste race, maar volgde haar eigen reglementen.
In 1907 vond de Grand Prix van Reims plaats, volgens de reglementen van de eerste TT van Man, en gewonnen door Dieudonnée met een Griffon. In 1907 won een Magnat-Debon in Spanje de "Copa Sama" maar in Turijn werd de Franse kampioen André Grapperon verslagen door graaf Dionigi Albertengo met zijn Marchand. De Peugeot V-twin kon nog enkele jaren een leidende rol spelen in de Britse tweecilinderklasse. De Britse merken Matchless, DOT en BAT namen daarna de leidende rol van Peugeot op tweecilindergebied over. In de tweede helft van dit decennium begonnen de Fransen hun leidende rol op sportgebied snel te verliezen. Ze hadden zich niet populair gemaakt met hun "gesjoemel" met de reglementen, de Britten hadden hun eigen circuits op Man en Brooklands en de landenteams verdwenen en werden opgevolgd door merkenteams. Die merken schoten overal als paddenstoelen uit de grond en richtten zich vooral op de nationale, soms zelfs regionale markt. Áls men naar het buitenland ging om te racen, was dat naar Man.

## België
Hoewel Frankrijk en in mindere mate Italië de meeste wedstrijden organiseerden, gebeurde dat ook in België, dat bovendien op technisch gebied toonaangevend was dankzij Minerva, FN en topconstructeurs als Paul Kelecom. In 1905 zorgde het Belgische merk Royal Star voor een sensatie door met een koppeling te verschijnen. De motorsport bloeide in België al snel op in navolging van de wielersport. Voor veel jonge, enthousiaste wielrijders was de overstap naar de motorfiets logisch, en snelheidswedstrijden dientengevolge ook. Er werden al snel enkele motorclubs opgericht om deze te organiseren, maar een overkoepelende, nationale bond was er nog niet. De FICM was dan ook genoodzaakt zaken te doen met de Automobiel Club van België, die op haar beurt een "Gemengd Comité" oprichtte met eigen bestuursleden en die van de Belgische Wielrijdersbond, die (net als de Nederlandse Algemeene Nederlandsche Wielrijders-Bond korte tijd deed) vond ook de rechten op de motorsport te bezitten. Dat leidde nergens toe, de automobilisten en wielrijders hadden geen verstand van motorfietsen en de clubs waren genoodzaakt hun eigen reglementen op te stellen, wat vaak tot onenigheid leidde wanneer er leden van andere clubs aan ritten deelnamen. In 1906 organiseerde België desondanks een wegrace in Bastenaken.

## Frankrijk
Fabriekscoureurs reden hun wedstrijden aanvankelijk vrijwel uitsluitend in Frankrijk, soms op fabrieksracers, zoals de Buchet 2340 cc tweecilinder, de 1200 cc Clément V-vier of de fabrieks-Griffon met tweecilinder Z.L. motor. De Franse technische voorsprong werd uiteindelijk ingehaald door de Britten, maar aan het begin van de 20e eeuw liepen de Fransen nog uit toen de gebroeders Werner de plaats van het motorblok, bij de trapperas, patenteerden. Dankzij deze "Nieuwe Wernermethode" konden hun coureurs in de eerste vijf jaren domineren in vele wedstrijden. Hun fabrieksrijder Bucquet won in 1901 de 1.000 km lange wedstrijd Parijs-Wenen, de eerste die alleen voor "motorfietsen" open stond. Zij reden in twee klassen: "Motocycles" (driewielers) en "Motocyclettes" (tweewielers). Het was een internationale race, waaraan ook Clément deelnam en Oostenrijk-Hongarije was vertegenwoordigd door enkele Slavias. De "Trophée International" van 1904 kende al meer uitgebreide reglementen en motorfietsen mochten niet meer dan 50 kg wegen. Het was een race tussen landenteams met elk drie rijders en hun eigen motorfietsen: Denemarken met Juergensen, Duitsland met Progress, Frankrijk met Griffon, Groot-Brittannië met Lagonda, Quadrant en JAP en Oostenrijk-Hongarije met Slavia. Iedereen behalve de Fransen kreeg lekke banden omdat het publiek spijkers op straat gooide die bij nadering van een Franse rijder weggeveegd werden. Bovendien waren de Griffon tweecilinders zwaarder dan 50 kg en na protesten van de Britten werd de race afgelast. Toch was er een positieve kant aan deze race: alle landenteams waren goed voorbereid en de motorfietsen waren aan elkaar gewaagd. Een negatieve was er ook: de organisatie was een puinhoop en de noodzaak van een overkoepelend orgaan (de Fédération Internationale des Clubs Motocyclistes) werd duidelijk. De FICM werd op 21 december 1904 opgericht in restaurant Ledoyen in Parijs. Vanaf dat moment werden races op circuits verreden volgens strenge reglementen, die enkele jaren lang door de FICM zéér streng gehandhaafd werden. De FICM kende de organisatie van de Trophée Internationale van 1905 opnieuw toe aan de Fransen, onder protest van de Britten. De Denen accepteerden het reglement niet en bleven weg. De Oostenrijker Vondrick won met zijn Alcyon-Laurin & Klement nadat de Fransman Demester gediskwalificeerd was. De Fransen wonnen in hetzelfde jaar het "Circuit des Ardennes" nadat de Oostenrijker René Thomas werd gediskwalificeerd omdat zijn motorfiets 10 gram te zwaar was.

## Groot-Brittannië
In het Verenigd Koninkrijk werden races op openbare wegen georganiseerd, tot de overheid hier een stokje voor stak. De maximumsnelheid was in 1903 opgehoogd naar 20 mijl per uur (32 km per uur), en voor wedstrijden werd geen uitzondering gemaakt. Daarom werden vooral betrouwbaarheidsritten opgezet, zodat er tenminste enige vorm van competitie was. Tijdens de treinreis na de derde Trophée International, waar de ergernissen van de Britten tot het kookpunt waren gestegen, bespraken de gebroeders Collier, Freddie Straight (secretaris van de Auto-Cycle Union) en markies Joseph de Mouzilly Saint-Mars mogelijkheden om op eigen grond een internationale wedstrijd te organiseren, waarbij men zelf kon toezien op een eerlijk verloop. Het racen op draf- en wielerbanen trok weliswaar veel publiek, maar stuurmanskunst was daar niet echt nodig. Op het autonome Eiland Man, waar de Britse verkeerswetgeving niet gold, waren al in 1904 autoraces toegestaan en de motorrijders hadden er in 1905 getraind en gekwalificeerd voor de tweede Internationale Trofee.

### Man
Zo ontstond in 1907 de Tourist Trophy van Man, waarbij over een afstand van 60 kilometer over openbare wegen geracet kon worden. Voor motorfietsen werd deze afstand in eerste instantie nog ingekort tot de circa 25 km lange St John's Short Course, omdat ze de steile heuvels van de "Snaefell Mountain Section" niet konden beklimmen. Het reglement zette de Fransen met hun zware racemotoren buitenspel, omdat er werd gereden in twee klassen: eencilinders met een maximaal brandstofverbruik van 1 op 32 en tweecilinders met een maximaal verbruik van 1 op 26,5. Bovendien was het een "Toeristentrofee", en de motorfietsen moesten standaard (streetlegal) zijn. Ze moesten pedalen, zadels, uitlaatdempers en spatborden hebben. Dat leverde een startveld van 18 eencilinders en 7 tweecilinders op, die op twee NSU's na, allemaal Brits waren. De eencilinders bleken even snel en betrouwbaarder dan de tweecilinders. Charlie Collier won de eerste TT van Man met zijn 500 cc Matchless-JAP, Rem Fowler won de tweecilinder klasse met een Norton-Peugeot. Er volgden protesten omdat Collier op steile stukken meegetrapt zou hebben, maar dat was toen nog niet verboden. De race was in heel Groot-Brittannië gevolgd en was hét antwoord van de Auto-Cycle Union tegen de antiracelobby. De Tourist Trophy van 1908 was al ruimer bezet met vastelanders: NSU verscheen met twee langsgeplaatste V-twins en FN met de viercilinder, die in de tweecilinderklasse mocht starten. Men verwachtte niet veel van het ingewikkelde ontwerp, maar Clark werd er derde mee. De eencilinderklasse werd gewonnen door Jack Marshall met een Triumph zijklepper, Collier werd (zonder mee te trappen, want dat mocht niet meer) tweede met zijn Matchless kopklepper. In de tweecilinderklasse gaf de Peugeot nog steeds de toon aan: Harry Reed won met DOT-Peugeot, Rem Fowler viel met zijn Norton-Peugeot uit. De tweecilinders waren nog steeds langzamer dan de eencilinders. Bij de TT werd de beperking van het brandstofverbruik rond 1909 afgeschaft, in de hoop de tweecilinders eindelijk sneller te maken dan de eencilinders en de races interessanter te maken. Bovendien reden de een- en meercilinders in dezelfde klasse, waarbij de eencilinders 500- en de meercilinders 750 cc mochten meten. Van de "Tourist Trophy" was niet veel meer over, want ook geluiddempers waren afgeschaft en alleen de verplichting van een "toeristisch zadel" en twee spatborden bleef. Nu waren de tweecilinders superieur: Harry Collier won met zijn Matchless-JAP met een gemiddelde snelheid van 80 km/h. De TT van Man speelde een grote rol in de ontwikkelingen. Zij dwong fabrikanten aandacht te gaan besteden aan betrouwbaarheid, bestuurbaarheid, veiligheid en zuinigheid: in 1909 waren slechts 19 van de 54 deelnemers aan de finish gekomen.

### Brooklands
In dezelfde periode werkte Henry Capel Holden zijn plannen uit om een circuit vlak bij Londen aan te leggen. Hij liet met geld van de grondeigenaar Hugh Locke King een 2,77 mijl lange betonnen baan aanleggen. Dit circuit, Brooklands, had stalen loopbruggen, aparte gebouwen voor de wedstrijdleiding, de tijdwaarneming en de pers, een pit met werkplaatsen en enorme tribunes. Het werd in 1907 geopend. Brooklands was echter een echt hogesnelheidscircuit, meer geschikt voor snelheidsrecords met auto's. De motorfietsfabrikanten sloegen de uitnodiging voor de openingsrace beleefd af: hun producten zouden een dermate snel circuit niet doorstaan. Toch namen de Britten al snel de leidende rol van Frankrijk op racegebied over. Nu er geracet kon worden gingen steeds meer merken motorfietsen doorontwikkelen en geschikt maken om op Man of Brooklands te winnen. Brooklands werd daarna de thuishaven van de British Motor Cycle Racing Club en er werden steeds meer motorraces verreden, maar de kombaan was uitermate geschikt voor snelheidsrecords. Charlie Collier reed het eerste in oktober 1908: een werelduurrecord van meer dan 112 km/h. Ook Brooklands kreeg in 1908 zijn eerste echte motorrace, met 24 starters. Will Cook won met zijn tweecilinder NLG-Peugeot.

## Nederland
In Nederland werden de belangen van motorrijders nog behartigd door de Nederlandsche Automobiel Club (NAC), die zelf nog maar net bestond. Op 26 juni 1904 werd in de bovenzaal van restaurant Brinkman in Haarlem de Nederlandsche Motorwielrijders Vereeniging (NMV) opgericht. Zij kon samen met de NAC en de ANWB adviseren bij de totstandkoming van de Motor- en Rijwielwet van 1905. Het publieke klimaat in Nederland was regelrecht vijandig ten opzichte van motorrijwielen en de NMV durfde het dan ook niet aan een betrouwbaarheidsrit te organiseren. Anton van Altena, eigenaar van de Haarlemsche Automobiel- en Motorrijwiel Fabriek Heemstede-Haarlem en oom van Dick Eysink, wilde wel graag aan wedstrijden deelnemen maar moest daarvoor naar het buitenland, waar hij deelnam aan Bordeaux-Parijs en een 1.000 km lange rit in Engeland. De NAC organiseerde in 1905 de "Semaine de Schévéningue" (Week van Scheveningen), waar o.a. ook een bootrace en een autorace over 1 km op de boulevard werden gehouden. Motorfietsen tot 50 kg (met magneetontsteking 57 kg) mochten deelnemen. Jan Olieslagers won deze eerste Nederlandse motorrace in de categorie "racemotoren" met een Minerva 3½ pk en de Nederlander W. v.d. Haagen won met een 3½ pk "Storm-Koning" (in feite ook een Minerva) de wedstrijd voor de "toermotoren" in 60 seconden. Mevrouw Storm de Grave deed het met een 2 pk Minerva in 2 minuten en 35 seconden hetgeen men een prestatie vond, want "De kleeding van de dame biedt eveneens een grooteren weerstand dan de heeren-kleeding". Dat is goed mogelijk met de grote dameshoeden en lange, wijde rokken uit die tijd. In 1906 vond in Nederland een wedstrijd plaats over 5 km op de drafrenbaan van de Harddraverij- en Renvereeniging "Woudenstein" in Rotterdam. De "Semaine de Schévéningue" vond ook weer plaats en dit keer stelde de NMV een zilveren beker beschikbaar, de "Coupe de Schévéningue", die gewonnen werd door A. Storm de Grave met een Minerva. In 1908 ging men in Nederland over op de organisatie van betrouwbaarheidsritten, als eerste een driedaagse met teams van vier rijders die de hele rit bij elkaar moesten blijven.

## Oostenrijk-Hongarije
De Oostenrijkers organiseerden in 1906 de Trophée International. De Britten hadden nog steeds moeite met het reglement, maar namen weer deel. Het Oostenrijkse team had er wel voor gezorgd dat men niet kon verliezen. Hun nieuwe Puch tweecilinders waren bijzonder snel, maar het team had ook uitgebreid kunnen oefenen op het 63 km lange stratencircuit in de buurt van Patzau én ze lieten zijspancombinaties meerijden, niet als deelnemer maar als materiaal- en onderdelentransport. De Britten, Fransen en Duitsers kwamen er niet aan te pas en met name de gebroeders Collier hadden genoeg van het creatief omgaan met de reglementen.

## Verenigde Staten
De grote races van stad tot stad die in Europa populair waren konden in Amerika nauwelijks gereden worden: er waren nog uitsluitend karrensporen bevolkt door huifkarren. Toch verpletterde Indian in 1902 de concurrentie tijdens een van de eerste motorwedstrijden: New York – Boston. Maar men racete in het algemeen op drafbanen, die vaak slechts een halve mijl lang waren. Dat gebeurde wel met zware tweecilinders en met hoge snelheden. Dit was de basis voor de dirttrackraces, die zo populair werden dat de eerste professionele coureurs zich al snel aandienden. Op 7 september 1903 werd op initiatief van de New York Motorcycle Club in Brooklyn de “Federation of American Motorcyclists” (FAM) opgericht. Onder de oprichters was George M. Hendee, een van de eigenaren van Indian. De FAM stelde zich ten doel het gebruik van motorfietsen te bevorderen, de rechten van motorrijders te waarborgen, het toeren te faciliteren, de wegen te verbeteren en te adviseren in de totstandkoming van reglementen voor motorraces en andere takken van motorsport. Ze kende verschillende committees: voor het ledenbestand, juridische zaken, competities, wegen, toeren en hotels, transport en faciliteiten. Glenn Curtiss nam vanaf 1903 aan Amerikaanse races deel met zijn eigen 800 cc tweecilinders, maar in 1907 vestigde hij een ongelooflijk record. Hij liet in Daytona Beach een vier mijl lange strook op het strand verharden om een nieuwe 4.000 cc V8 met asaandrijving te testen. Hij haalde een enorme snelheid: 219,450 km/h, maar omdat hij geen officials had uitgenodigd is het record nooit erkend en er wordt nog steeds aan getwijfeld. Het Velocity Museum in Daytona beschikt echter over schriftelijke bewijzen. In 1908 organiseerden de Amerikaanse fabrikanten zich in de “Motorcycle Manufacturers Association” (MMA). Jack Prince vond het racen op zandbanen in Amerika nogal primitief en wilde, naar het voorbeeld van Brooklands, een baan met snelle kombochten. In 1908 opende hij het "Motordrome" in Patterson. Dit was een baan van een halve mijl lang die helemaal belegd was met houten planken. Al snel volgden dergelijke “Board tracks” in Chicago, Los Angeles, New York, Philadelphia en Saint Louis. Ze hadden allemaal korte rechte stukken en kombochten van wel 45 tot 60° waar gemiddelde snelheden van meer dan 125 km/h gehaald werden. Er werden ook terreinwedstrijden gereden en in 1909 werd de Indianapolis Motor Speedway geopend, waar Erwin "the Bake" Baker de eerste motorrace won. In 1909 besloot men bij Indian de Europese markt te verkennen. Om naamsbekendheid voor dit merk te krijgen nam Lee Evans deel aan de TT van Man.

## Ontwikkelingen

### Motor
De belangrijkste ontwikkelingen waren de positie van het motorblok van de gebroeders Werner (de Nieuwe Wernermethode) en de gestuurde inlaatklep van Minerva. Rond 1901-1902 vonden belangrijke ontwikkelingen rond de ontsteking en de carburatie plaats: De gloeibuisontsteking werd vervangen door accu- of magneetontsteking en de oppervlaktecarburateur door de verstuivingscarburateur. In 1903 verscheen in Parijs een “tweetijdige motor”, maar voorlopig was die kansloos tegen de inmiddels ingeburgerde “motor met arbeid in vier tempo's”. In 1908 kwam Charlie Collier aan de start van de TT van Man met een Matchless kopklepper.

### Aandrijving

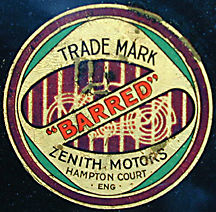
Verboden: de Zenith Gradua Gear

Hoewel er al hier en daar versnellingsbakken, versnellingsnaven en kettingaandrijving opdoken, bleef de riemaandrijving populair. Een versnellingsbak werd als onnodig gewicht beschouwd, zeker bij racemotoren. Er werden wel verschillende soorten riemen ontwikkeld: platte en ronde riemen en de eerste V-snaren, allemaal van leer. Om de grip en de levensduur van de riemen te verbeteren kwamen er wel verschillende onderhoudsmiddelen, waaronder smeervet met hars. In 1907 patenteerde Zenith de "Gradua Gear", een variabele transmissie met riemaandrijving, waardoor het merk een dusdanig voordeel kreeg dat het soms door wedstrijdorganisaties geweerd werd. Zenith plaatste daarop het woord "Barred" (uitgesloten) bij wijze van reclame over het merklogo.

### Bediening
De bowdenkabel begon na 1905 langzaam de vele manettes met stangetjes te vervangen, maar werd nog lang niet algemeen toegepast.

### Rijwielgedeelte
De banden kenden nog geen profiel, maar er kwamen "antidérapants", antislipriemen met metalen nagels die om de band gelegd konden worden, maar men kon ook nagels in het loopvlak zelf slaan. Nagels in het loopvlak kreeg men ook vanzelf: de wegen waren bezaaid met hoefnagels en spijkers die gewoon uit de al dan niet rottende houten karren vielen. In 1906 beleefde de tentoonstelling van Brussel de primeur van de eerste verende voorvork, die bij veel merken als accessoire kon worden aangeschaft.

### Kleding
Motorkleding was er in deze periode nog helemaal niet. Soms werden maatregelen genomen om te voorkomen dat de broekspijpen tussen de aandrijfriemen en de poelies kwamen door ze te omwikkelen met puttees of met lederen kappen die met veters vastgezet werden. In de zeldzame gevallen waarin dames deelnamen of zelfs damesraces georganiseerd werden, werd in elegante dameskleding (lange rokken en een grote hoed) geracet.

## Klassen
Met uitzondering van de recordmachines werden de meeste wedstrijden nog gereden met gewone motorfietsen. Een enkeling had een fabrieksmotor die meer dan 20 pk leverde. Dankzij de bonden ontstonden de eerste reglementen, die vaak alleen per race golden, en weinig structuur boden. Men maakte onderscheid tussen "meetrappen" en "niet meetrappen", in Frankrijk tussen motoren onder en boven de 50 kg (met een extra voordeel als men onder de 35 kg bleef), maar een motor die op spiritus liep kreeg een extra voordeel. In Oostenrijk kende men twee klassen: tot 35 kg en tot 65 kg. Bij de TT van Man werd onderscheid gemaakt tussen een- en tweecilinders, maar de cilinderinhoud deed er nog niet toe. Dat was in die tijd een vrij onbekend begrip. Motorfabrikanten adverteerden er niet mee, zij gaven alleen het vermogen op, dat zelden de 10 pk haalde. Toch was er in Frankrijk een wedstrijd waarbij de cilinderinhoud ertoe deed: het "Criterium van de 1/3 liter" (333 cc dus). In 1908 moest men de tweecilinderklasse aanpassen, want er gebeurde iets onverwachts: FN kwam met een viercilinder aan de start. Tegen het einde van het decennium ging het TT bestuur proberen de verschillen tussen de een- en tweecilinders kleiner te maken door de laatsten te bevoordelen: ze mochten een grotere cilinderinhoud hebben. In Frankrijk onderscheidde men "motocycles" (driewielers) en "motorcyclettes" (tweewielers) en soms een klasse-indeling naar gewicht of vermogen ("licht" en "zwaar"). Omdat er al beroepscoureurs waren, kregen zij soms een eigen klasse. De Fransman Bucquet was de eerste wereldkampioen bij de "professionals".